# Fünfkampf-Europameisterschaft 1978

Logo CEB (ausrichtender Verband)

Die Fünfkampf-Europameisterschaft 1978, auch Pentathlon-Europameisterschaft genannt, war das sechste Turnier in dieser Disziplin des Karambolagebillards und fand vom 21. bis zum 28. Januar 1978 in Moyeuvre-Grande statt. Es war die erste Fünfkampf-Europameisterschaft in Frankreich.

## Geschichte
Was sich schon bei der letzten Fünfkampf-EM angedeutet hatte, setzte sich in Moyeuvre-Grande fort. Der Niederländer Christ van der Smissen wies die in den letzten Jahren sieggewohnten Belgier in die Schranken und gewann knapp aber verdient den Titel. Bei Matchpunktgleichheit spielte ihm die neue Regel im direkten Vergleich in die Karten. Gegen Raymond Ceulemans und gegen Ludo Dielis gewann er jeweils mit 6:4.
In den Einzeldisziplinen wurden diesmal überragende Leistungen erzielt. Van der Smissen spielte im Cadre 47/1 58,33 GD bei einer prolongierten Höchstserie von 438, Dielis im Einband 16,85 GD und Ceulemans im Cadre 71/2 63,06 GD. Alles Weltklasseleistungen die bei Fünfkampf-Europameisterschaften bisher noch nie erreicht wurden. Am höchsten zu bewerten ist aber vermutlich die Leistung von Dieter Müller in der Freien Partie. Er beendete alle sieben Partien in nur einer Aufnahme, zwei davon im Nachstoß, und spielte damit den maximalen GD von 250,00 eine prolongierte Höchstserie von 1750.

## Modus
Gespielt wurde das ganze Turnier im Round Robin Modus.
1. PP = Partiepunkte
2. MP = Matchpunkte
3. VGD = Verhältnismäßiger Generaldurchschnitt
4. BVED = Bester Einzel Verhältnismäßiger Durchschnitt

Es wurde zur Berechnung des VGD die 'Portugiesische Tabelle' vom Oktober 1977 angewendet. Hierbei werden die verschiedenen Disziplinen nach einer Formel berechnet. Die Welt-Meisterschaften (und natürlich auch die Europameisterschaften) im Fünfkampf ab 1965 waren auch unter dem Namen 'Neo Pentathlon' bekannt. Die 'Portugiesische Tabelle' wurde 1977 modifiziert. Dadurch sind die Durchschnitte vor 1977 nicht vergleichbar.
Freie Partie: Distanz 250 Punkte
Cadre 47/1: Distanz 150 Punkte
Einband: Distanz 100 Punkte
Cadre 71/2: Distanz 150 Punkte
Dreiband: Distanz 30 Punkte
Der Fünfkampf wurde auch in dieser Spielfolge gespielt.
In der Endtabelle wurden die erzielten Matchpunkte vor den Partiepunkten und dem VGD gewertet.
Unentschiedene Partien in einer Aufnahme wurden mit 2:2 Partiepunkten gewertet.
Bei Matchpunktegleichheit entschied der direkte Vergleich.

## Abschlusstabelle
| Legende | Legende                                       |
| --- | --------------------------------------------- |
| Abk. | Bedeutung                                     |
| Pkt. | erzielte Punkte                               |
| Aufn. | benötigte Aufnahmen                           |
| ED | Einzeldurchschnitt                            |
| GD | Generaldurchschnitt                           |
| VGD | Verhältnismässiger Generaldurchschnitt        |
| BMD | Bester Mannschaftsdurchschnitt                |
| BED | Bester Einzeldurchschnitt                     |
| BSD | Bester Satzdurchschnitt                       |
| BEVD | Bester Einzel Verhältnismässiger Durchschnitt |
| HS | Höchstserie                                   |
| MP | Match Points                                  |
| PP | Partie Punkte                                 |
| G-U-V | Gewonnen-Unentschieden-Verloren               |
| SV | Satzverhältnis                                |
| WRP | Weltranglistenpunkte                          |
| | 1. Platz (Gold)                               |
| | 2. Platz (Silber)                             |
| | 3. Platz (Bronze)                             |
| | Bester GD des Turniers/Runde                  |
| | Bester VGD des Turniers/Runde                 |
| | Bester ED des Turniers/Runde                  |
| | Bester BVGD des Turniers/Runde                |
| | Beste HS des Turniers/Runde                   |
| (Evtl. finden nicht alle Begriffe Anwendung oder einige sind nicht aufgeführt. Diese können in der Liste der Karambolage-Begriffe nachgesehen werden.) |                                               |

| Endklassement               | Endklassement          | Endklassement | Endklassement | Endklassement | Endklassement | Endklassement | Endklassement | Endklassement | Endklassement |
| Platz                       | Name                   | MP            | PP            | VGD           | BVED          |               |               |               |               |
| --------------------------- | ---------------------- | ------------- | ------------- | ------------- | ------------- | ------------- | ------------- | ------------- | ------------- |
| 1                           | Christ van der Smissen | 11:3          | 49:25         | 210,45        | 430,02        |               |               |               |               |
| 2                           | Raymond Ceulemans      | 11:3          | 49:27         | 225,46        | 374,51        |               |               |               |               |
| 3                           | Ludo Dielis            | 11:3          | 49:25         | 200,29        | 454,83        |               |               |               |               |
| 4                           | Dieter Müller          | 7:7           | 44:34         | 163,56        | 460,67        |               |               |               |               |
| 5                           | Hans Vultink           | 7:7           | 40:38         | 142,53        | 198,87        |               |               |               |               |
| 6                           | Günter Siebert         | 4:10          | 31:41         | 99,38         | 114,59        |               |               |               |               |
| 7                           | Roland Dufetelle       | 4:10          | 25:45         | 100,32        | 146,76        |               |               |               |               |
| 8                           | Georges Bourezg        | 1:13          | 9:61          | 39,67         | 115,94        |               |               |               |               |
| Turnierdurchschnitt: 130,88 |                        |               |               |               |               |               |               |               |               |

## Disziplintabellen
| Platz                       | Name                   | MP   | Pkte. | Aufn. | GD     | BED    | HS   | VGD    |
| --------------------------- | ---------------------- | ---- | ----- | ----- | ------ | ------ | ---- | ------ |
| 1                           | Dieter Müller          | 14:4 | 1750  | 7     | 250,00 | 250,00 | 1750 | 250,00 |
| 2                           | Raymond Ceulemans      | 12:8 | 1504  | 8     | 188,00 | 250,00 | 762  | 188,00 |
| 3                           | Hans Vultink           | 12:8 | 1583  | 9     | 175,88 | 250,00 | 501  | 175,88 |
| 4                           | Christ van der Smissen | 11:5 | 1501  | 8     | 187,62 | 250,00 | 1251 | 187,62 |
| 5                           | Ludo Dielis            | 9:9  | 1254  | 9     | 139,33 | 250,00 | 502  | 139,33 |
| 6                           | Günter Siebert         | 6:10 | 757   | 10    | 75,70  | 250,00 | 250  | 75,70  |
| 7                           | Georges Bourezg        | 4:10 | 513   | 10    | 51,30  | 250,00 | 250  | 51,30  |
| 8                           | Roland Dufetelle       | 0:14 | 533   | 11    | 48,45  | –      | 157  | 48,45  |
| Turnierdurchschnitt: 130,48 |                        |      |       |       |        |        |      |        |

| Platz                      | Name                   | MP   | Pkte. | Aufn. | GD    | BED    | HS  | VGD    |
| -------------------------- | ---------------------- | ---- | ----- | ----- | ----- | ------ | --- | ------ |
| 1                          | Christ van der Smissen | 14:2 | 1050  | 18    | 58,33 | 150,00 | 438 | 306,65 |
| 2                          | Dieter Müller          | 10:6 | 964   | 29    | 33,24 | 150,00 | 250 | 158,26 |
| 3                          | Ludo Dielis            | 8:6  | 794   | 20    | 39,70 | 75,00  | 110 | 193,50 |
| 4                          | Günter Siebert         | 8:6  | 773   | 23    | 33,60 | 150,00 | 281 | 160,66 |
| 5                          | Raymond Ceulemans      | 6:8  | 644   | 25    | 25,76 | 50,00  | 86  | 121,04 |
| 6                          | Roland Dufetelle       | 6:8  | 745   | 30    | 24,83 | 75,00  | 90  | 117,32 |
| 7                          | Hans Vultink           | 4:10 | 733   | 23    | 31,86 | 75,00  | 130 | 149,30 |
| 8                          | Georges Bourezg        | 2:12 | 311   | 30    | 10,36 | 25,00  | 66  | 33,60  |
| Turnierdurchschnitt: 30,37 |                        |      |       |       |       |        |     |        |

| Platz                      | Name                   | MP   | Pkte. | Aufn. | GD    | BED   | HS | VGD    |
| -------------------------- | ---------------------- | ---- | ----- | ----- | ----- | ----- | -- | ------ |
| 1                          | Raymond Ceulemans      | 10:4 | 660   | 43    | 15,35 | 50,00 | 98 | 334,00 |
| 2                          | Ludo Dielis            | 9:5  | 573   | 34    | 16,85 | 50,00 | 68 | 377,14 |
| 3                          | Hans Vultink           | 9:5  | 552   | 47    | 11,74 | 20,00 | 60 | 231,14 |
| 4                          | Dieter Müller          | 8:6  | 497   | 45    | 11,04 | 50,00 | 90 | 211,14 |
| 5                          | Christ van der Smissen | 7:7  | 610   | 41    | 14,87 | 25,00 | 73 | 320,57 |
| 6                          | Roland Dufetelle       | 7:7  | 541   | 59    | 9,16  | 11,11 | 38 | 150,40 |
| 7                          | Günter Siebert         | 4:10 | 382   | 61    | 6,26  | 20,00 | 41 | 79,42  |
| 8                          | Georges Bourezg        | 2:12 | 414   | 74    | 5,59  | 12,50 | 54 | 69,85  |
| Turnierdurchschnitt: 10,46 |                        |      |       |       |       |       |    |        |

| Platz                      | Name                   | MP   | Pkte. | Aufn. | GD    | BED    | HS  | VGD    |
| -------------------------- | ---------------------- | ---- | ----- | ----- | ----- | ------ | --- | ------ |
| 1                          | Ludo Dielis            | 12:2 | 966   | 23    | 42,00 | 150,00 | 150 | 122,50 |
| 2                          | Raymond Ceulemans      | 11:3 | 1009  | 16    | 63,06 | 75,00  | 150 | 200,30 |
| 3                          | Christ van der Smissen | 9:5  | 832   | 17    | 48,94 | 150,00 | 449 | 145,86 |
| 4                          | Dieter Müller          | 8:8  | 744   | 14    | 53,14 | 150,00 | 373 | 162,56 |
| 5                          | Hans Vultink           | 7:9  | 777   | 23    | 33,78 | 150,00 | 226 | 99,37  |
| 6                          | Günter Siebert         | 7:7  | 666   | 25    | 26,64 | 50,00  | 97  | 78,80  |
| 7                          | Roland Dufetelle       | 5:9  | 821   | 30    | 27,36 | 50,00  | 139 | 81,02  |
| 8                          | Georges Bourezg        | 0:14 | 253   | 24    | 10,54 | –      | 58  | 22,70  |
| Turnierdurchschnitt: 35,27 |                        |      |       |       |       |        |     |        |

| Platz                      | Name                   | MP   | Pkte. | Aufn. | GD    | BED   | HS | VGD    |
| -------------------------- | ---------------------- | ---- | ----- | ----- | ----- | ----- | -- | ------ |
| 1                          | Ludo Dielis            | 11:3 | 206   | 178   | 1,157 | 1,875 | 8  | 169,00 |
| 2                          | Raymond Ceulemans      | 10:4 | 185   | 128   | 1,445 | 2,142 | 13 | 284,00 |
| 3                          | Christ van der Smissen | 8:6  | 175   | 187   | 0,935 | 1,111 | 11 | 91,66  |
| 4                          | Hans Vultink           | 8:6  | 180   | 219   | 0,821 | 1,035 | 7  | 57,00  |
| 5                          | Roland Dufetelle       | 7:7  | 180   | 219   | 0,972 | 2,000 | 7  | 104,00 |
| 6                          | Günter Siebert         | 7:7  | 178   | 184   | 0,967 | 1,428 | 8  | 102,33 |
| 7                          | Dieter Müller          | 4:10 | 156   | 214   | 0,728 | 1,428 | 6  | 35,60  |
| 8                          | Georges Bourezg        | 1:13 | 147   | 241   | 0,609 | 0,769 | 9  | 20,90  |
| Turnierdurchschnitt: 0,916 |                        |      |       |       |       |       |    |        |